# Protestantyzm na Bahamach
Protestantyzm na Bahamach w 2010 roku posiadał około 280 tysięcy wyznawców co stanowiło 80% populacji. Największe wyznania stanowiły: baptyzm (ok. 35%), anglikanizm (13,7%), ruch zielonoświątkowy (13%), ruch uświęceniowy/metodyzm (ok. 10%) i adwentyzm (4,7%).
Największe kościoły protestanckie na Bahamach, w 2000 i 2010 roku, według Operation World:
| Kościół                           | Liczba wiernych (2000) | Liczba wiernych (2010) | Procent ludności |
| --------------------------------- | ---------------------- | ---------------------- | ---------------- |
| Unia Baptystyczna                 | 78 400                 | 118 000                | 34,1%            |
| Kościół Anglikański               | 27 000                 | 47 300                 | 13,7%            |
| Kościół Adwentystów Dnia Siódmego | 21 000                 | 16 200                 | 4,7%             |
| Zbory Boże                        | 6200                   | 13 500                 | 3,9%             |
| Kościół Boży (Cleveland)          | 9000                   | 12 800                 | 3,7%             |
| Kościół Metodystyczny             | 16 000                 |                        |                  |
| Kościół Boży (Anderson)           | 11 500                 |                        |                  |
| Kościół Bożych Proroctw           | 7500                   |                        |                  |
| Międzynarodowa Misja Baptystyczna | 6300                   |                        |                  |
| Bracia plymuccy                   | 4000                   |                        |                  |
| Kościół Nazareński                | 2000                   |                        |                  |